# MAN NL202
Il MAN NL202 è un modello di autobus realizzato in Germania dal 1989 al 1992.

## Progetto
In seguito all'emanazione delle normative VOV III, nel 1988, venne sviluppata in Germania una nuova generazione di autobus urbani, accomunati dalla presenza del pianale ribassato. La MAN AG avvia dunque la produzione dell'NL202, unitamente alla versione snodata NG272 e alla versione a passo corto NM152.

## Tecnica
Il mezzo è progettato con la tecnica del pianale ribassato (da cui il nome NL, che sta per Niederflur), presente su 2/3 della lunghezza del mezzo; ciò consente di avere entrambi gli accessi (anteriore e centrale) a 320 mm dal piano stradale e la possibilità di caricare agevolmente individui a ridotta capacità motoria. Anche l'estetica del mezzo è completamente rinnovata: rispetto al predecessore presenta forme squadrate, con una linea di cintura abbassata che tende a sottolineare la caratteristica progettuale del mezzo.
Su questi mezzi il motore, erogante 149 kW per 6.9 litri, è montato in posizione posteriore sul lato sinistro del mezzo, così da consentire una facile realizzazione della porta posteriore (richiesta solo su alcuni mercati, tra cui l'Italia).

## Versioni

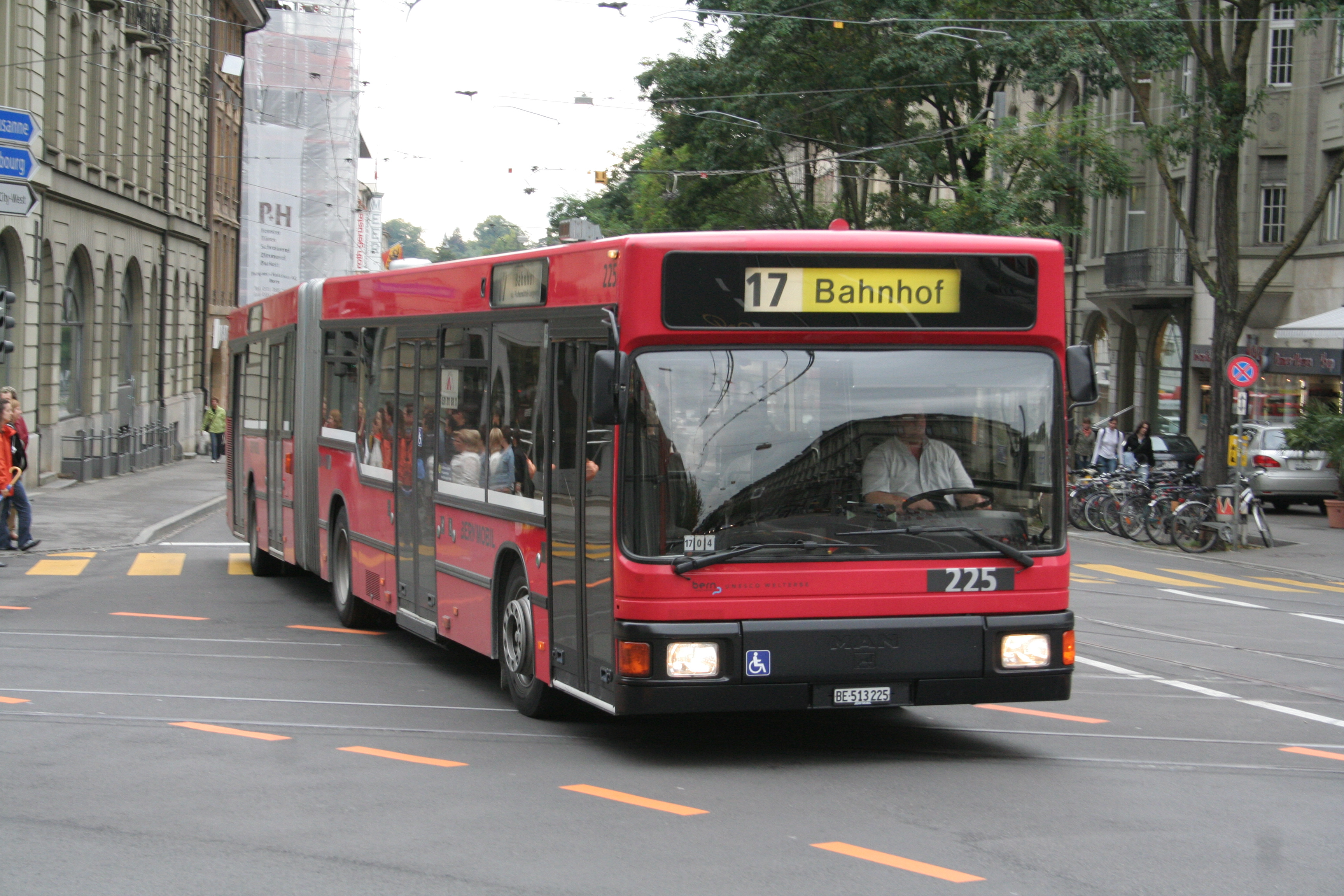
MAN NG272 in servizio a Berna

Il MAN NL202 è stato commercializzato dal 1988 al 1992 in più versioni, aventi le seguenti caratteristiche:

### MAN NM152
- Lunghezza: 8.7 metri
- Alimentazione: Gasolio
- Porte: 2, rototraslanti

### MAN NL202
- Lunghezza: 11.7 metri
- Alimentazione: Gasolio
- Porte: 2 o 3, rototraslanti

### MAN NG272

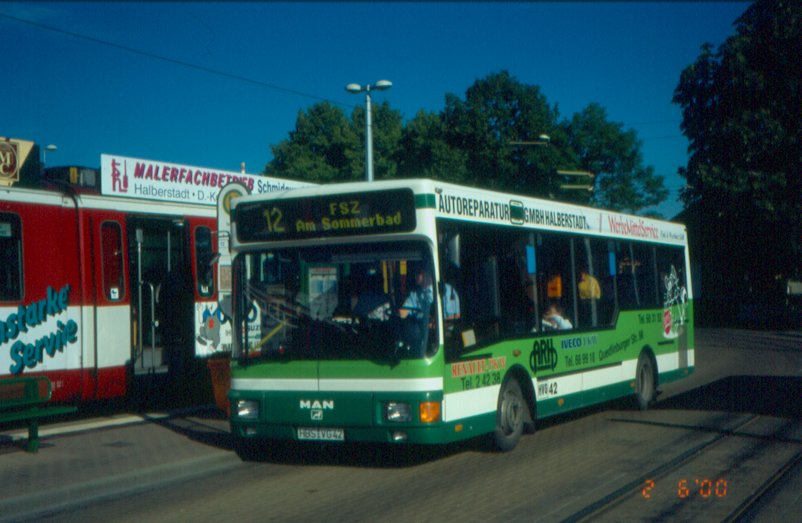
MAN NM152 in servizio ad Halberstadt

- Lunghezza: 18 metri

- Alimentazione: Gasolio

- Porte: 3 o 4, rototraslantiMAN NM152 in servizio ad Halberstadt

## Modelli derivati
A partire dal 1994 la CAM di Modena ha realizzato, a partire dall'autotelaio NL202, il noto Busotto prodotto per il mercato italiano fino al 2003 in allestimento urbano, suburbano ed extraurbano. Sempre a metà anni '90, la BredaMenarinibus sviluppò, sulla stessa base, il Monocar 221 anch'esso di grande diffusione in Italia.

## Diffusione
Il mezzo ha conosciuto una grandissima diffusione in tutta Europa, oltre che nella natia Germania.
In Italia questo mezzo è giunto principalmente come acquisto di seconda mano; ne hanno circolato presso APS Padova, TPER Bologna, ACTT Treviso, Onorati Aprilia e SUN Novara. Tuttavia, a causa dell'elevata anzianità, è stato dismesso in gran parte dei casi.